# Палац Маровських у Скаржинцях
Палац Маровських — палацово-парковий комплекс, розташований у селі Скаржинці Розсошанської сільської громади Хмельницького району Хмельницької області. Поряд з будівлею колишнього палацу знаходиться Скаржинецький парк.

## Історія
Село Скаржинці належало роду Маровських з початку ХІХ ст. Ймовірно, палац був збудований у середині або у кінці ХІХ століття. До ансамблю поміщицького маєтку входив двоповерховий палац, штучний острівець-клумба та сад, де росли фруктові дерева, вирощені в господарських умовах горіхова, каштанова, соснова та кизилова алеї. Поміщик мав хист до господарювання. За його вказівкою споруджується каскад ставків, у яких селяни розводили рибу для промислових потреб. Під час революційних подій 1917 року поміщик покинув маєток. Згодом усі землі, що належали пану, були розділені між малоземельними та безземельними селянами. На сьогоднішній день в садибному будинку розміщені старостат, пошта, бібліотека, АТС і ФАП. Скаржинецький парк нині перебуває у віданні обласної психіатричної лікарні.